# Frogger's Adventures: The Rescue
Frogger's Adventures: The Rescue, känd i Japan som Frogger Rescue (フロッガーレスキュー Furoggā Resukyū?) är ett actionäventyrsspel datorspel släppt 2003 av Konami Computer Entertainment Hawaii. Det är baserat på det ursprungliga 1981 Frogger arkadspelet, och innehåller liknande hopp-och-ducka-spel.